# James Tupper
James Howard Tupper (Halifax (Nova Scotia), 4 augustus 1965) is een Canadees acteur en scenarioschrijver.

## Biografie
Tupper leefde na de highschool een tijd op een koffieplantage in Kenia waar hij leerde Swahili te spreken. Het acteren leerde hij op de Concordia-universiteit in Montréal (Canada), en later haalde hij zijn master aan de Rutgers-universiteit in New Jersey.
Tupper begon in 2001 met acteren in de film Peroxide Passion, waarna hij nog meerdere rollen speelde in films en televisieseries. Hij is vooral bekend van zijn rol als Jack Slattery in de televisieserie Men in Trees waar hij in 36 afleveringen speelde (2006-2008), en als David Clarke in de televisieserie Revenge waar hij al in 31 afleveringen speelde (2011-2014).
Tupper was van 2001 tot en met 2006 getrouwd, en ging daarna in 2007 samenwonen met actrice Anne Heche. Met haar kreeg hij in 2009 een zoon. In 2018 kwam aan deze relatie een eind.

## Filmografie

### Films
Uitgezonderd korte films.
- 2024 Sugar Baby - als Jeff
- 2023 A Christmas Blessing - als Adam Carraway
- 2023 Cold Copy - als Aleksy
- 2023 Fall Into Winter - als Brooks McLeod
- 2022 Mid-Love Crisis - als Sam Berman
- 2022 The Requin - als Kyle
- 2021 My Christmas Family Tree - als Richard Hendricks
- 2019 The World Without You - als Nathan
- 2019 Beneath Us - als Ben Rhodes
- 2018 No Apologies - als Moses Fallon
- 2017 Totem - als James
- 2017 The Last Word - als man bij begrafenis
- 2016 My Sweet Audrina - als Damian Jonathan Adare
- 2014 Mom's Day Away - als Michael Miller
- 2013 Nothing Left to Fear - als Dan
- 2013 Decoding Annie Parker - als Steven
- 2013 Secret Lives of Husbands and Wives - als Richard Deaver
- 2012 Playing for Keeps - als Matt
- 2011 Girl Fight - als Ray
- 2009 The Gambler, the Girl and the Gunslinger - als BJ Stoker
- 2008 Toxic Skies - als Jack
- 2008 For Heaven's Sake - als Peter Whitman
- 2008 Me and Orson Welles - als Joseph Cotten
- 2007 Pictures of Hollis Woods - als John Regan
- 2006 Invisible - als Joe
- 2006 Love's Abiding Joy - als Henry Klein
- 2005 Love's Long Journey - als Henry
- 2005 Loudmouth Soup - als Keith Miller
- 2001 Corky Romano - als FBI agent
- 2001 Joe Dirt - als politieagent op brug
- 2001 Peroxide Passion - als Jed

### Televisieseries
Uitgezonderd eenmalige gastrollen.
- 2024 The Irrational - als Sanford - 2 afl.
- 2023 Ride - als Cody - 4 afl.
- 2020 The Hardy Boys - als Fenton Hardy - 13 afl.
- 2020 The Detectives - als rechercheur Hank Idsinga - 2 afl.
- 2018-2019 A Million Little Things - als Andrew Pollock - 6 afl.
- 2017-2019 Big Little Lies - als Nathan Carlson - 14 afl.
- 2018 The Brave - als Alex Hoffman - 2 afl.
- 2018 American Woman - als Steve - 8 afl.
- 2016 Aftermath - als Joshua Copeland - 13 afl.
- 2011-2015 Revenge - als David Clarke - 43 afl.
- 2014 Resurrection - als dr. Eric Ward - 3 afl.
- 2010-2011 Grey's Anatomy - als dr. Andrew Perkins - 7 afl.
- 2009-2010 Mercy - als dr. Chris Sands - 22 afl.
- 2008 Samantha Who? - als Owen - 4 afl.
- 2006-2008 Men in Trees - als Jack Slattery - 36 afl.
- 2005 Gilmore Girls - als fietser - 2 afl.

### Scenarioschrijver
- 2006 Invisible - film
- 2005 Loudmouth Soup - film

- Bibliothèque nationale de France: cb17030265w (data)
- Gemeinsame Normdatei: 1202626653
- International Standard Name Identifier: 0000 0001 1505 8342
- Library of Congress Control Number: no2011030715
- Virtual International Authority File: 167666686
- WorldCat: E39PBJr3wmgjYDqJxpgdmhgh73